# Oleg Gogol
Oleg Romanowicz Gogol (biał. Алег Рамановіч Гогаль, ros. Олег Романович Гоголь; ur. 4 grudnia 1968) – białoruski zapaśnik walczący w stylu wolnym. Olimpijczyk z Atlanty 1996, gdzie zajął dziewiąte miejsce w kategorii 68 kg.
Czwarty na mistrzostwach świata w 1994 i na mistrzostwach Europy w 1997 roku.